# Koleka Putuma
Koleka Putuma (Porth Elizabeth, 22 de marzo de 1993) es una poetisa queer y escritora de teatro sudafricana. Fue nominada como una de las mujeres más influyentes por Okay Africa en 2019.

## Biografía
Putuma nació en Porth Elizabeth, Sudáfrica, en 1993. Estudió Teatro e Interpretación en la Universidad de Ciudad del Cabo. En 2016 fue galardonada con el premio de escritura estudiantil PEN por su poema 'Agua'. Este poema se ha utilizado en escuelas como recordatorio de que el acceso al agua es político, histórico y racializado.
Temas recurrentes en la obra de Putuma son es amor, la condición queer,  la lucha decolonizante y el legado del apartheid, así como la intersección de patriarcado con sus ideas e identidades. Ha trabajado como productora de teatro para Design Indaba y vive en Ciudad del Cabo.

### Amnesia colectiva
Putuma llamó la atención a nivel internacional con la publicación de su colección de poesía Amnesia Colectiva en 2017. La Johannesburg Review of Books aclamó a Putuma como un «genio». Fue publicada con fotografías complementarias del fotógrafo Andy Mkosi, asentado en Ciudad del Cabo. A los tres meses de su lanzamiento el libro había vendido 2000 copias, tuvo 17 actos de presentación a lo largo de Sudáfrica y fue materia de estudio en dos universidades. Después de que ocho meses había vendido más de 5000 copias y Putuma había actuado en tres continentes. Fue traducido al español por Arrate Hidalgo y Lawrence Schimel, y publicado en 2019. Su traducción danesa tiene prevista su publicación en 2020. Desde 2018, Putuma es la poeta más vendida de la historia sudafricana.
Amnesia Colectiva es notable por su uso repetido de la palabra womxn, que explícitamente incluye mujeres trans y mujeres de color.

### Recepción
Amnesia Colectiva se ha convertido rápidamente en un texto clave para comprender la Sudáfrica postcolonial, particularmente por centrarse en los cuerpos de las mujeres negras y las identidades queer. Haith argumenta que la colección es más un «objeto cultural» de la Sudáfrica contemporánea, ya que es un texto. La crítica de Burger coloca el uso de Putuma del agua como dispositivo literario dentro del contexto de otras poetas sudafricanos, como Ronelda S Kamfer. El poema «Agua» se ha convertido en un texto clave para exploraciones literarias del hidrocoloniamismo. Pieterse resalta la escritura de Putuma sobre el womxnhood negro, junto a la poeta Sindiswa Busuku-Mathese.
Aunque la poesía fue lo que trajo a Putuma a la palestra internacional, su trabajo para el escenario también ha sido recibido con elogios de la crítica, tratando asuntos políticos contemporáneos. Su reciente obra No Easter Sunday for Queers llamó la atención sobre la discriminación violenta que pueden afrontar las lesbianas en Sudáfrica. Mbuzeni trata sobre la crisis de los huérfanos y es narrada por cinco mujeres jóvenes, mientras hacen bromas sobre la muerte. Boehmer considera a Putuma dentro de un canon más amplio de poesía postcolonial y escritura de historias cortas, que harían sentir al lector como una «llamada a la acción».

## Trabajos

### Obras teatrales
- SCOOP: kitchen play for carers and babes (2013) - la primera obra sudafricana diseñada para bebés de hasta 12 meses de edad, con Magnet Theatre
- Ekhaya - escrito para públicos de entre 2 y 7 años[25]
- UHM (2014)
- Woza Sarafina (2016)
- Mbuzeni' (2018)
- No Easter Sunday for Queers (2019) - una obra sobre religión y sentimiento queer basado en los poemas de Putuma.[26]

### Poesía
- Imbebwu Yesini (2016, editor)[27]
- Amnesia Colectiva (2017)[3]

## Premios
- National Poetry Slam Championship (2014)[10]
- PEN South Africa Student Writing Prize (2016)[28]
- Mbokodo Rising Light Award (2017)[29]
- SCrIBE Scriptwriting Competition (2018)[30]
- Forbes Africa 30 under 30 Honouree (2018)[31]
- Glenna Luschei Prize for African Poetry (2018)[32]
- Distell National Playwright Competition (2019)[33]